# Serce tak białe
Serce tak białe (oryg. hiszp. Corazón tan blanco) – ósma i najgłośniejsza powieść hiszpańskiego prozaika Javiera Maríasa wydana po raz pierwszy w 1992 roku przez wydawnictwo Anagrama i przetłumaczona na język polski w 2000 roku przez Carlosa Marrodana. W 2017 roku została wydana edycja specjalna tej książki z okazji 25 lecia pierwszej publikacji. Serce tak białe zostało przetłumaczone na 37 języków. Tytuł jest cytatem z Makbeta Williama Szekspira: „Ręce mam twoim podobne, lecz wstyd by/ Spalił mi lica, gdybym miał serce/ Białe jak twoje” (akt II, scena 2, tłum. Józef Paszkowski).

## Zarys treści
Książkę otwiera jedno z najsłynniejszych zdań Maríasa wprowadzające w akcję utworu oraz zarysowujące styl jego pisarstwa: „Nie chciałem wiedzieć, ale dowiedziałem się, że jedna z dziewczynek, kiedy już nie była dziewczynką i niedawno wróciła z podróży poślubnej, udała się do łazienki, stanęła przed lustrem, rozpięła bluzkę, zdjęła stanik, odszukała serce i przyłożyła do piersi lufę pistoletu należącego do jej ojca, który z częścią rodziny i trójką gości siedział w jadalni”. Narratorem i głównym bohaterem powieści jest tłumacz Juan Ranz, który podczas podróży poślubnej zaczyna zastanawiać się nad swoim małżeństwem (zmaga się z „przeczuciem katastrofy” – jest przekonany o fatum ciążącym nad jego życiem) i tajemniczą śmiercią swojej ciotki Teresy Aguilery. To właśnie poszukiwanie odpowiedzi na pytanie dlaczego zginęła Teresa oraz co łączy z tą śmiercią jego ojca są główną osią fabularną powieści. Akcja utworu rozgrywa się w scenerii miast takich jak Madryt, Nowy Jork czy Hawana.  

## Styl
Serce tak białe, podobnie jak większość powieści Mariasa, charakteryzuje się długimi, wielokrotnie złożonymi zdaniami, przywodzącymi na myśl pisarstwo Marcela Prousta, czy W.G Sebalda. Utwór jest pełen dygresji, które stanowią pretekst do wprowadzenia różnorodnych tematów i refleksji. W książce występuje narrator pierwszosobowy homodiegetyczny.  

## Nagrody i wyróżnienia
Znany niemiecki krytyk literacki Marcel Reich-Ranicki uznał Serce tak białe za arcydzieło współczesnej literatury, a sama książka odniosła we Francji i w Niemczech duży sukces czytelniczy oraz zdobyła uznanie krytyków. W 1997 roku Serce tak białe zostało wyróżnione jedną z najważniejszych europejskich nagród literacki – IMPAC. W 1993 książka otrzymała Prix L’Oeil et la Lettre oraz Premio de la Crítica. Książka zajęła 9. miejsce w rankingu magazynu Babelia zbierającym najlepsze hiszpańskojęzyczne utwory literackie ostatniego półwiecza.